# Félicité de Genlis

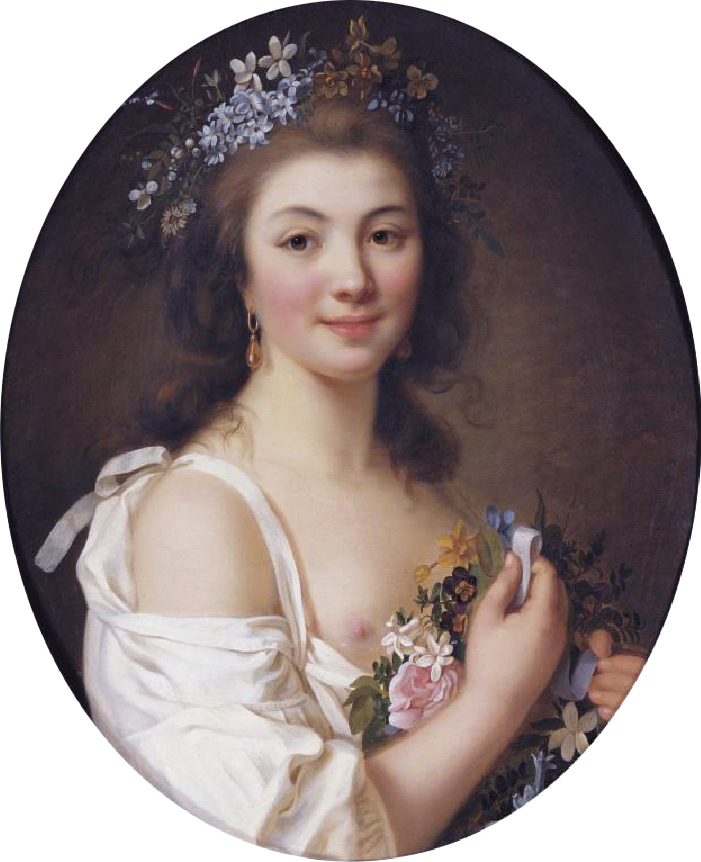
Fèlicitè de Genlis (Jacques-Antoine-Marie Lemoine festménye)

Félicité de Genlis (teljes neve: Stéphanie Félicité du Crest, házassága után: Genlis grófnő, illetve Sillery márkiné), gyakran használt nevén Madame de Genlis (Champcery kastély, Autun, Issy-l’Évêque, 1746. január 25. – Párizs, 1830. december 31.) francia írónő, hárfás és pedagógus, az Orléans-ház gyermekeinek – köztük a későbbi I. Lajos Fülöp francia királynak – nevelője.

## Élete
Elszegényedett nemesi családba született a kelet-franciaországi Issy-l’Évêque községben, Autun közelében. Apja katonatisztként szolgált és híres tékozló volt, aki miután csődbe ment, elhagyta családját. Félicité már gyerekkorában kitűnt éles eszével és tanulásvágyával. Hatéves korában világi kanonissza lett, tanulmányai során enciklopédikus tudást szerzett. 1759-ben anyjával Passy-ba költözött, ahol Alexandre-Jean-Joseph La Riche de La Pouplinière (1693-1762) birtokán a kor egyik neves hárfása, Georg Adam Gaiffre (németesen: Goepffert, 1727?-1809?) lett a zenetanára. Virtuóz technikára tett szert és átiratokat szerzett hárfára Rameau, Scarlatti, Händel és más szerzők csembalóra írt műveiből.
1763-ban támogatója és apja halála után arisztokrata és nagypolgári szalonokban pénzért zenélt. Anyját meggyanúsították, hogy leánya tehetségét a magasabb körökbe való bejutásra használja fel. Még ebben az évben férjhez ment Charles-Alexis Brûlart de Genlis liberális gondolkodású grófhoz, aki gránátos ezredesként szolgált, majd márki címet örökölt. Férje nem akadályozta meg társadalmi előrehaladását, sőt a rangja inkább a segítségére volt ebben. 
1772-ben nagynénje, Madame de Montesson (1738-1806) – akit I. Orléans-i Lajos Fülöp királyi herceg (1725–1785) titokban feleségül vett – udvarhölgynek és a hercegi gyermekek nevelőjének neveztette ki 4000 livre éves fizetéssel II. Orléans-i Lajos Fülöp herceg (1747–1793), a későbbi Égalité Fülöp udvarába. Férje a herceg testőrségében kapott kapitányi kinevezést 6000 livre fizetéssel. A kinevezés után nem sokkal Forges-les-Eaux fürdőhelyen a herceg szeretője lett. Kapcsolatuk évekig tartott, és két gyermek született belőle, férjének három gyermeket szült. Hermine (1776-1822) és Pamela (1777–1831) Fülöp gyermekei voltak, Caroline (1764–1783), Casimir (1768–1773) és Pulchérie a férjétől származtak.
A forradalom első éveiben biztonságban volt. 1789 és 1791 között fenntartott egy szalont, ahol megfordult Fülöp, Talleyrand és az alkotmányozó nemzetgyűlés néhány fiatal tagja is. A terror idején (1793) azonban férjét és szeretőjét is kivégezték, ő pedig Svájcba, majd 1794-ben Németországba emigrált. Előbb Berlinben, később Hamburgban élt. Irodalmi és zenei munkásságát az emigrációban is folytatta, és festett is. 1801-ben, Napoléon Bonaparte első konzul engedélyével térhetett vissza Franciaországba. A császár állítólag besúgóként alkalmazta, ezért 6000 frank életjáradékot folyósított neki.
1815-ben, a Bourbon-restauráció idején élete megnehezült. Kizárólag az írásaiból és a hárfatanításból élt, alsóbb társadalmi osztályból származó gyermekeket is elvállalt. Még megérte, hogy 1830-ban I. Lajos Fülöp (1773-1850) Franciaország királya lett, bár ekkor már nem volt felhőtlen a kapcsolatuk. A herceg ritkán látogatta, és csekély járadékot folyósított neki. Pamelától származó unokáját, Marie Lafarge-ot (1816-1852) 1840-ben férjének megölése miatt perbe fogták és elítélték, majd a börtönben hamarosan meghalt. 1978-ban bebizonyították, hogy a vád hamis volt, a férj tífuszban halt meg. Lajos Fülöp király, Madame de Genlis legkedvesebb tanítványa, ezt a bűnügyet használta fel, hogy leszámoljon a „fattyú orléans-i ággal”.
Ravatalánál a párizsi egyetem Bölcsészettudományi Karának dékánja mondott beszédet: „Ahhoz, hogy tiszteljük és ünnepeljük Madame de Genlis emlékét, néhány szó is elegendő: a legnagyobb dicséret Franciaország trónján ül!”

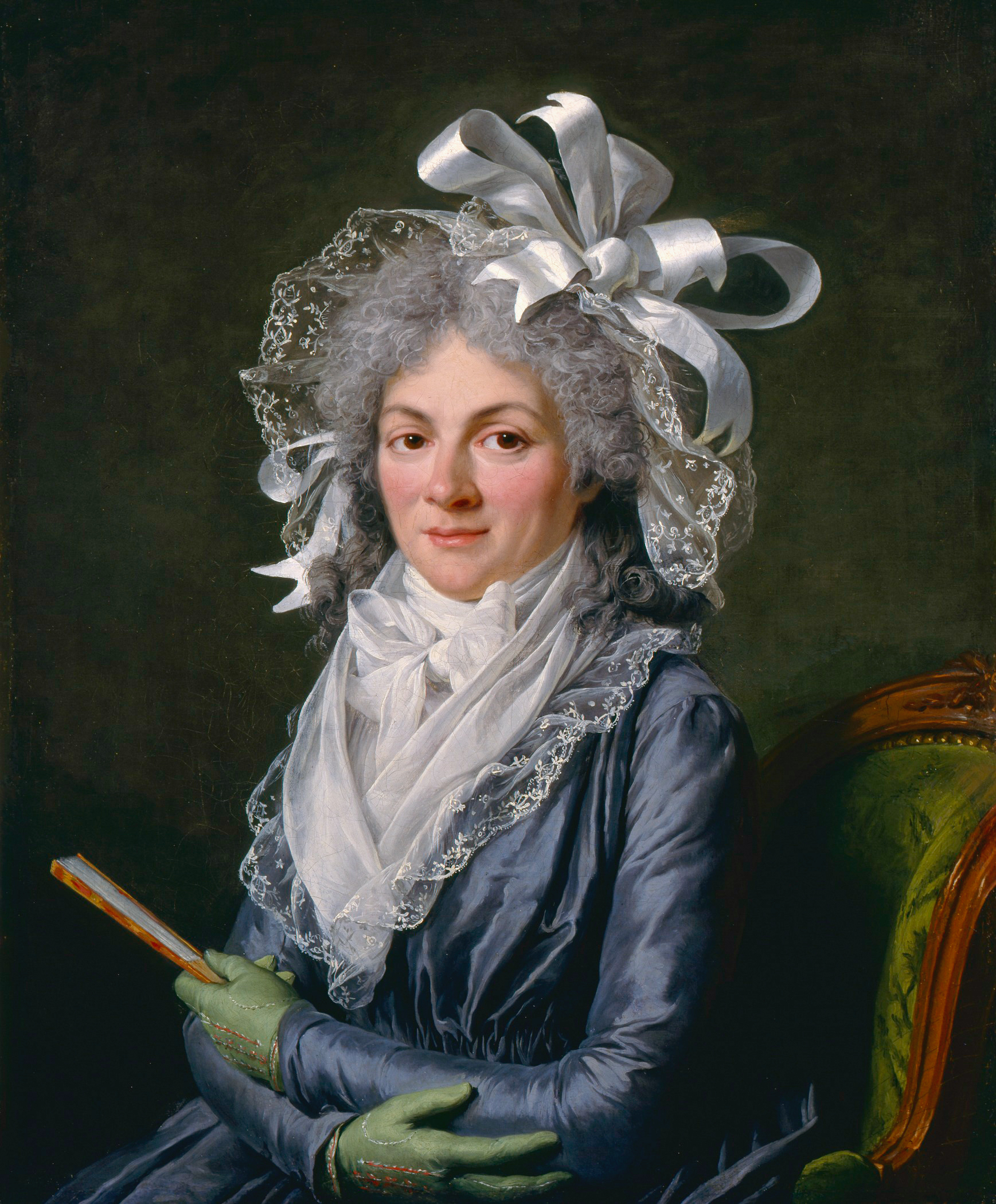
Madame de Genlis portréja (Adélaïde Labille-Guiard festménye, 1790.)

## Munkássága
Virtuóz hárfásként sokat tett a 18. századi Párizsban kifejlesztett új pedálos hangszer népszerűsítéséért. Hárfaiskolájának különlegessége volt, hogy megpróbálkozott az ötujjas játékkal, de ez nem terjedt el. A kor úttörő hárfaépítőivel is együttműködött. A legjobbaknak Solomon és Nadermann hangszereit tartotta, Lepin hárfáinak a hangját kedvesnek találta, a Cousineau-hárfákét pedig szépnek, de ezekről megjegyezte, hogy a mechanikájuk gyenge. Népszerűsítette a bordeaux-i húrokat is, szemben a drága nápolyi és római húrokkal. Emigrációja idején az európai udvarokban is sokat tett a hangszer népszerűsítéséért. A kor nagy zeneszerzői közül Mozart és Krumpholz is ajánlott neki egy-egy művet. Nicolas-Charles Bochsa az unokahúgát vette feleségül, valószínűleg tanult is tőle.
A hercegi gyermekek nevelését modern módszerekkel végezte. A történelmet laterna magica segítségével, a kézművességet és a művészetet modellekkel, a botanikát természetben tett sétákon tanította. Világszemléletét a vallásosság és a felvilágosodás eszméi együtt alakították. Különösen Rousseau nevelési módszerei voltak rá nagy hatással, ugyanakkor Voltaire-rel, Rousseau-val és az enciklopédistákkal szemben állt egyházellenességük vagy túlzó liberalizmusuk miatt. Egyes pedagógiai munkái az abszolutista fényűzést megvető protestáns Angliában is sikert arattak.
Irodalmi munkássága a maga korában népszerű volt Európa-szerte. Kritikusai szerint írásait a romantika és az érzelgősség, a frivolság és a szarkasztikus okosság, az intolerancia és a fanatizmus jellemzik. Memoárjai ma is fontos források a korszak történelméhez.
Kb. 100 hárfás és 80 irodalmi művet, regényt, novellát, színdarabot alkotott.

## Fontosabb irodalmi művei
- Les chevaliers du cygne, ou la cour de Charlemagne (Hamburg 1795, 1805)
- Précis de ma conduite pendant la Révolution (Hamburg 1796) – saját védelmére írta
- Mademoiselle de Clermont (Párizs 1802) – legnépszerűbb munkája
- Souvenirs de Félicie L. (uo. 1804)
- Madame de Maintenon (uo. 1806)
- Mademoiselle de La Fayette ou le siècle de Louis XIII. (uo. 1813)
- Mémoirs (10 köt. Párizs 1825) – fontos forrásanyag

## Magyarul
- S. L. [Sebesztyén László]: A' fiatal bűnbánóné; Mad. Genlis után; Kiss István könyváros, Pest, 1815

## Alakja az irodalomban
- Honoré de Balsac az Elveszett illúziók-ban érdekházasságán gúnyolódik.
- Lev Tolsztoj a Háború és béké-ben nevét gúnynévként használja, az érzéketlenség és unalmasság szinonimájaként.
- Victor Hugo A nyomorultak-ban szintén kikarikírozza, elmesélve egy történetet, amikor zárdába vonult, majd a kényelmetlenségek miatt hamarosan távozott.
- Jane Austen az Emma-ban a gyerekek elkényeztetésével kapcsolatban nevelési módszereit említi.
- Stendhal a Vörös és fekete című regényében megemlíti a nevét.
- Kazinczy Ferenc egy Dessewffy József grófhoz címzett levelében dicsérte írói stílusát, ugyanakkor ő is gúnyolta az enciklopédisták és Rousseau elleni kirohanásait és merev vallásosságát.
- Surányi Miklós Széchenyiről szóló életrajzi írásában (Egyedül vagyunk) amiatt élcelődik rajta, hogy csúfsága és öregsége ellenére vagyonából fiatal szeretőt tart.
- Ráth-Végh István Az emberi butaság című művelődéstörténeti könyvében emlékirataiból idéz egy Conti hercegről szóló történetet.